# Метрика (віршування)
Ме́трика (грец. metrikós — усічений) — умовна назва системи версифікаційних правил певної національної поезії, передовсім теорія віршових розмірів.
Метрика не охоплює всього віршознавства. Проблеми акцентуації у віршах, інтонації, інструментування, строфіки — поза її безпосередньою компетенцією, хоч вони постійно перебувають у полі її зору. В адекватному розумінні слова термін «метрика» означає розгляд будови віршового рядка.